# Adolfo Bartoli (Romanist)
Adolfo Bartoli (* 19. November 1833 in Fivizzano; † 16. Mai 1894 in Genua) war ein italienischer Romanist, Italianist und Literaturwissenschaftler.

## Leben und Werk
Bartoli schloss 1855 in Siena ein Jurastudium ab, unterrichtete aber dann Literaturgeschichte an verschiedenen italienischen Gymnasien, u. a. 1860 in Livorno und 1868 in Piacenza, sowie ab 1869 an der Handelshochschule in Venedig. Von 1874 bis zu seinem Tod besetzte er einen Lehrstuhl am Istituto di Studi Superiori in Florenz.

## Werke
- (Hrsg.) Il libro di Sidrach. Testo inedito del secolo XIV, Bologna 1868
- Degli studi e delle scuole in Italia, Piacenza 1868
- I Precursori del Boccaccio, Florenz 1876
- I Precursori del Rinascimento, Florenz 1876
- Storia della letteratura italiana, 8 Bde., Florenz 1878–1888
  - 1. Introduzione. Caratteri fondamentali della letteratura medievale
  - 2. La poesia italiana nel periode delle origini
  - 3. La prosa italiana nel periode delle origini
  - 4. La nuova lirica toscano
  - 5. Della vita di Dante Alighieri
  - 6. Delle opere di Dante Alighieri. La Divina Commedia (2 Bde.)
  - 7. Francesco Petrarca

(Teilübersetzung, deutsch: Geschichte der italienischen Litteratur. Die Anfänge der italienischen Litteratur. Autorisierte deutsche Übersetzung von Dr. Karl von Reinhardstöttner. Bd. 1. Tl. 1, 2., 2 Bde.,  Leipzig 1881–1893)
- I Primi due Secoli della Letteratura Italiana, Mailand 1880
- Scenari inediti della commedia dell’arte. Contributo alla storia del teatro italiano, Florenz 1880, Sala Bolognese 1979
- (Hrsg.)  Crestomazia, della poesia italiana, del periodo delle origini compilata ad uso dalle scuole secondarie classiche, Turin 1882
- Tavole dantesche ad uso delle scuole secondarie,  Florenz 1889, 1905